# ناخود
ناخود (بالإنجليزية: Náchod)‏ هي municipality of the Czech Republic وmunicipality with town privileges تقع في التشيك في مقاطعة ناخود.[بحاجة لمصدر] يقدر عدد سكانها بـ 21,559 نسمة .

## المدن التوأمة
مدن هالبر ستاد ووارينغتون هي مدن توأمة لـناخود.

## أعلام
- فراتيسلاف لوكفنتش
- أنطونين سترناد
- جوزيف توسوفسكي